# Katedra w Ballaghaderreen
Katedra w Ballaghaderreen (ang. The Cathedral Church of the Annunciation of the Blessed Virgin Mary and St. Nathy) – katedra rzymskokatolicka w Ballaghaderreen. Główna świątynia diecezji Achonry. Mieści się przy Cathedral Street.
Budowa świątyni rozpoczęła się w 1855, zakończyła się w 1860, konsekrowana w 1860. Reprezentuje styl neogotycki. Zaprojektowana przez architektów Weightmana, Hadfielda i Goldiego. Posiada wieżę.